# Шипок
Шипо́к (болг. Шипок) — село в Кирджалійській області Болгарії. Входить до складу общини Кирково.

## Населення
За даними перепису населення 2011 року у селі проживали 9 осіб, усі — турки.
Розподіл населення за віком у 2011 році:
Динаміка населення: